# Otter Lake, Michigan
Otter Lake är en ort i Michigan, USA. Halva orten ligger i Lapeer County och den andra hälften ligger i Genesee County.